# Ligne Sagano
La ligne Sagano (嵯峨野線, Sagano-sen) est une ligne ferroviaire du réseau West Japan Railway Company (JR West) dans la préfecture de Kyoto au Japon. Elle est le nom donné depuis 1988 à la section de la ligne principale Sanin entre la gare de Kyoto et la gare de Sonobe.
La ligne Sagano constitue la ligne E du réseau urbain de la JR West dans l'agglomération d'Osaka-Kobe-Kyoto.

## Caractéristiques

### Ligne
- Longueur : 34,2 km
- Écartement : 1 067 mm
- Électrification : 1 500 Vcc
- Nombre de voies : Double voie

### Tracé
|  |

### Liste des gares
| Numéro | Gare               | Nom japonais   | Distance depuis Kyoto (km) | Correspondances | Localisation | Localisation        |
| ------ | ------------------ | -------------- | -------------------------- | --- | ------------ | ------------------- |
| JR-E01 | Kyoto              | 京都           | 0                          | JR Central : Shinkansen Tōkaidō JR West : Biwako, Kosei, JR Kyoto, Nara Kintetsu : Kyoto Métro de Kyoto : Karasuma | Kyoto        | Préfecture de Kyoto |
| JR-E02 | Umekōji-Kyōtonishi | 梅小路京都西駅 | 1,7                        | | Kyoto        | Préfecture de Kyoto |
| JR-E03 | Tambaguchi         | 丹波口         | 2,5                        | | Kyoto        | Préfecture de Kyoto |
| JR-E04 | Nijō               | 二条           | 4,2                        | Métro de Kyoto : Tōzai                                                                                             | Kyoto        | Préfecture de Kyoto |
| JR-E05 | Emmachi            | 円町           | 5,8                        | | Kyoto        | Préfecture de Kyoto |
| JR-E06 | Hanazono           | 花園           | 6,9                        | | Kyoto        | Préfecture de Kyoto |
| JR-E07 | Uzumasa            | 太秦           | 8,6                        | Randen : Arashiyama                                                                                                | Kyoto        | Préfecture de Kyoto |
| JR-E08 | Saga-Arashiyama    | 嵯峨嵐山       | 10,3                       | Sagano Scenic Railway Randen : Arashiyama                                                                          | Kyoto        | Préfecture de Kyoto |
| JR-E09 | Hozukyō            | 保津峡         | 14,3                       | Sagano Scenic Railway                                                                                              | Kameoka      | Préfecture de Kyoto |
| JR-E10 | Umahori            | 馬堀           | 18,1                       | Sagano Scenic Railway                                                                                              | Kameoka      | Préfecture de Kyoto |
| JR-E11 | Kameoka            | 亀岡           | 20,2                       | | Kameoka      | Préfecture de Kyoto |
| JR-E12 | Namikawa           | 並河           | 23,4                       | | Kameoka      | Préfecture de Kyoto |
| JR-E13 | Chiyokawa          | 千代川         | 25,2                       | | Kameoka      | Préfecture de Kyoto |
| JR-E14 | Yagi               | 八木           | 28,2                       | | Nantan       | Préfecture de Kyoto |
| JR-E15 | Yoshitomi          | 吉富           | 32,2                       | | Nantan       | Préfecture de Kyoto |
| JR-E16 | Sonobe             | 園部           | 34,2                       | JR West : Sanin (interconnexion)                                                                                   | Nantan       | Préfecture de Kyoto |